# David Hicks

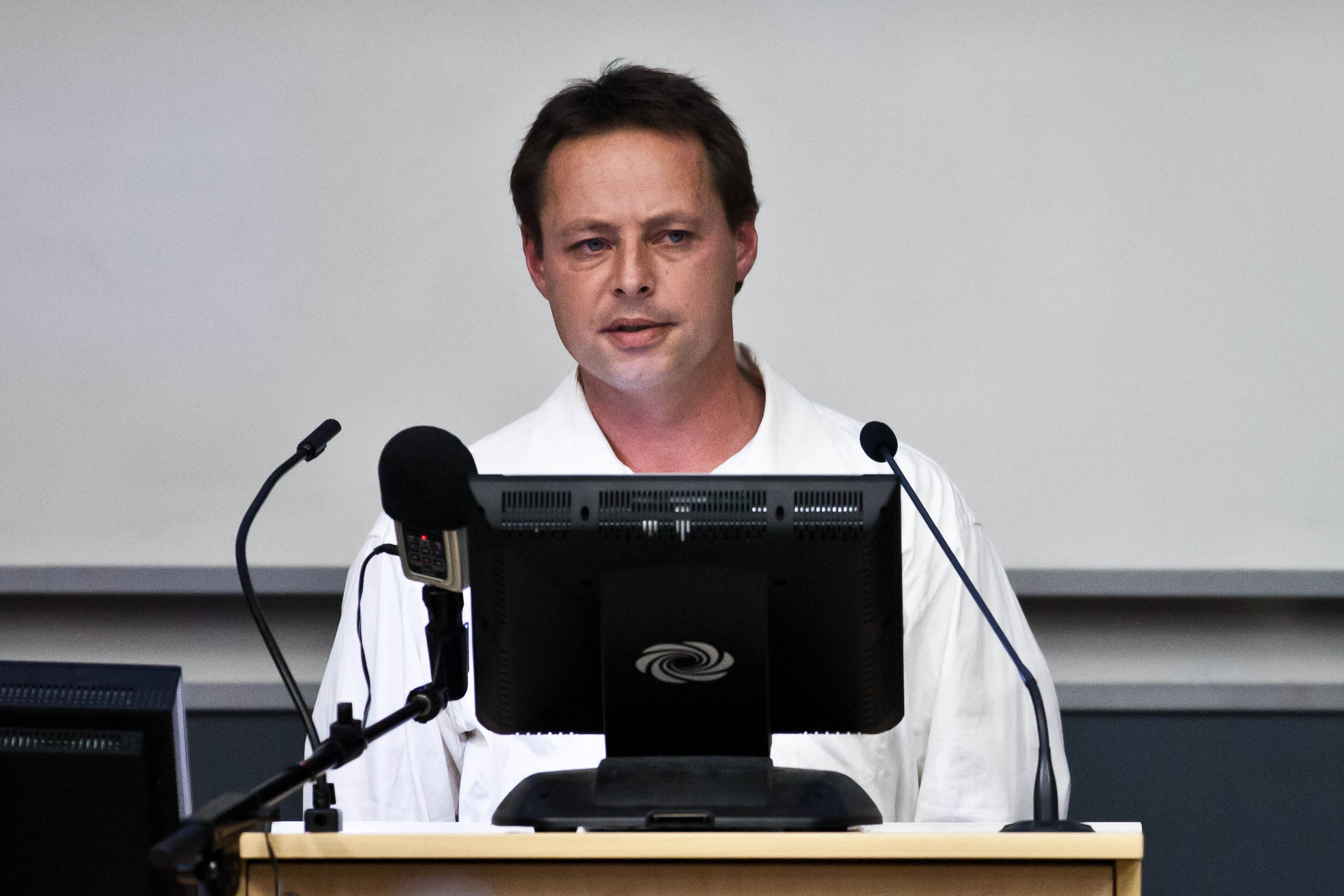
David Hicks w 2012

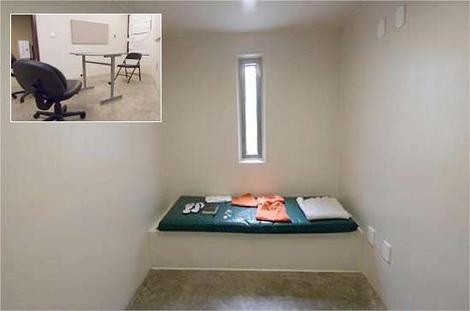
Cela Davida w Guantanamo Bay

David Matthew Hicks (ur. 7 sierpnia 1975) – Australijczyk powiązany z działalnością terrorystyczną. Pod imieniem Muhammed Dawood brał udział w ćwiczeniach w obozach powiązanych z Al-Ka’idą oraz walczył po stronie Talibów w Afganistanie w 2001 roku. W tym samym roku został schwytany przez Sojusz Północny po czym przekazany Stanom Zjednoczonym, które umiejscowiły go w Guantanamo Bay. 20 maja 2007 roku został przeniesiony z Guantanamo do australijskiego więzienia Yatala, skąd 29 grudnia został zwolniony.